# I. e. 232
Évszázadok: i. e. 4. század – i. e. 3. század – i. e. 2. század
Évtizedek: i. e. 280-as évek – i. e. 270-es évek – i. e. 260-as évek – i. e. 250-es évek – i. e. 240-es évek – i. e. 230-as évek – i. e. 220-as évek – i. e. 210-es évek – i. e. 200-as évek – i. e. 190-es évek – i. e. 180-as évek
Évek: i. e. 237 – i. e. 236 – i. e. 235 – i. e. 234 –  i. e. 233 – i. e. 232 – i. e. 231 – i. e. 230 – i. e. 229 – i. e. 228 – i. e. 227

## Események

### Hellenisztikus birodalmak
- II. Szeleukosz király hadjáratot indít, hogy visszafoglalja Parthiát Arszakész parnoszaitól. Kudarcot szenved - egyes források szerint fogságba esik - és kénytelen békét kötni Arszakésszel.
- A makedónok által elpusztított Pleurón lakói ugyanazon a néven új várost alapítanak a régitől nyugatra.
- Kleanthész halála után Khrüszipposz veszi át a sztoikus filozófiai iskola vezetését.

### Róma
- Marcus Aemilius Lepidust és Marcus Publicius Malleolust választják consulnak.
- Caius Flaminius néptribunus a szenátus tiltakozása ellenére megszavaztatja törvényjavaslatát (Lex Flaminia), hogy a galloktól elhódított földet (ún. Ager Gallicus, a mai Rimini környékén) osszák szét a szegény plebejus családok között.

## Születések
- Hsziang Jü, kínai hadvezér

## Halálozások
- Asóka, a Maurja Birodalom uralkodója
- Kleanthész, görög filozófus

## Fordítás
- Ez a szócikk részben vagy egészben  a(z)   232 BC című angol Wikipédia-szócikk ezen változatának fordításán alapul.  Az eredeti cikk szerkesztőit annak laptörténete sorolja fel. Ez a jelzés csupán a megfogalmazás eredetét és a szerzői jogokat jelzi, nem szolgál a cikkben szereplő információk forrásmegjelöléseként.